# Championnat de France féminin de volley-ball 1996-1997
Navigation
N1AF 1995-96 Pro AF 1997-98
| \| Aix-en-Provence Albi Calais Cannes Clamart Courrières Riom La Rochette Mulhouse Villebon-sur-Yvette \| Localisation des clubs engagés dans le championnat. |
| Aix-en-Provence Albi Calais Cannes Clamart Courrières Riom La Rochette Mulhouse Villebon-sur-Yvette                                                           |

Le Championnat de France de volley-ball féminin Nationale 1A 1996-1997 a opposé les dix meilleures équipes françaises de volley-ball féminin.

## Listes des équipes en compétition
- Aix UC
- USSP Albi
- SES Calais
- RC Cannes
- CSM Clamart
- Courrières Volley Sport
- VBC Riom
- AS La Rochette
- ASPTT Mulhouse
- RCF Villebon

## Formule de la compétition
- Première phase : Dix équipes en compétition avec dix huit matches aller et retour du 19 octobre 1996 au 1er mars 1997.
- Deuxième phase : Les six premiers du classement sont répartis dans deux poules de trois (1, 4 et 5 d'une part, 2, 3 et 6 de l'autre). Les trois équipes se rencontrent sur trois tournois en week-end (du 15 mars et 19 avril 1997 du moins bien classé au mieux classé lors de la saison régulière). Un classement général est établi au terme des matches.
- Phase finale : Les demi-finales sont croisées (1er d'une poule contre 2e de l'autre) en deux matchs, en cas d'une victoire pour chaque équipe, elles sont départagées par le ratio de sets puis par le ratio de points. Finale et finale pour la troisième place en deux matchs.

## Classement de la saison régulière
| # | Équipe             | Pts | J  | G  | P |
| 1 | VBC Riom           |     | 18 |    |   |
| 2 | RC Cannes (C) (T)  |     | 18 |    |   |
| 3 | RCF Villebon       |     | 18 |    |   |
| 4 | ASPTT Mulhouse     | 29  | 18 | 11 | 7 |
| 5 | USSP Albi          | 28  | 18 | 10 | 8 |
| 6 | SES Calais         |     | 18 |    |   |
|   | Aix UC             | (P) | 18 |    |   |
|   | CSM Clamart        |     | 18 |    |   |
|   | AS La Rochette (P) |     | 18 |    |   |
|   | Courrières Sp (P)  |     | 18 |    |   |

|     | Qualification pour les Play-offs 1997 |
|     | Barrage de relégation                 |
| (T) | Tenant du titre 1996                  |
| (P) | Promu 1996                            |
| (C) | Vainqueur de la Coupe de France 1997  |

## Play-offs

### Phase de poules

#### Poule A
| # | Équipe         | Pts | J | G | P |
| 1 | VBC Riom       | 8   | 4 | 4 | 0 |
| 2 | ASPTT Mulhouse | 6   | 4 | 2 | 2 |
| 3 | USSP Albi      | 4   | 4 | 0 | 4 |

#### Poule B
| # | Équipe       | Pts | J | G | P |
| 1 | RC Cannes    |     | 4 |   |   |
| 2 | RCF Villebon |     | 4 |   |   |
| 3 | SES Calais   |     | 4 |   |   |

### Phase finale

#### Tableau
|  | Demi-finales   | Demi-finales | Demi-finales |          |   | Finale         | Finale | Finale |  |  |  |  |  |  |  |
|  |                |              |              |          |   |                |        |        |  |  |  |  |  |  |  |
|  |                |              |              |          |   |                |        |        |  |  |  |  |  |  |  |
|  |                |              |              |          |   |                |        |        |  |  |  |  |  |  |  |
|  | VBC Riom       | 2            | 3            |          |   |                |        |        |  |  |  |  |  |  |  |
|  | VBC Riom       | 2            | 3            |          |   |                |        |        |  |  |  |  |  |  |  |
|  | RCF Villebon   | 3            | x            |          |   |                |        |        |  |  |  |  |  |  |  |
|  | RCF Villebon   | 3            | x            | VBC Riom | 2 | 3              |        |        |  |  |  |  |  |  |  |
|  |                |              |              |          | 2 | 3              |        |        |  |  |  |  |  |  |  |
|  |                | RC Cannes    | 3            | x        |   |                |        |        |  |  |  |  |  |  |  |
|  | ASPTT Mulhouse | RC Cannes    | 3            | x        | 0 | 2              |        |        |  |  |  |  |  |  |  |
|  | ASPTT Mulhouse |              |              |          | 0 | 2              |        |        |  |  |  |  |  |  |  |
|  | RC Cannes      | 3            | 3            |          |   |                |        |        |  |  |  |  |  |  |  |
|  | RC Cannes      | 3            | 3            |          |   |                |        |        |  |  |  |  |  |  |  |
|  |                |              |              |          |   | 3e Place       |        |        |  |  |  |  |  |  |  |
|  |                |              |              |          |   |                |        |        |  |  |  |  |  |  |  |
|  |                |              |              |          |   | RCF Villebon   | 3      | 1      |  |  |  |  |  |  |  |
|  |                |              |              |          |   | ASPTT Mulhouse | 1      | 3      |  |  |  |  |  |  |  |

## Bilan de la saison
| Tableau d'Honneur |           |
| Compétition       | Vainqueur |
| Pro A             | VBC Riom  |
| Coupe de France   | RC Cannes |

| Qualifications européennes 1999-2000 |                             |
| Compétition                          | Qualifiés                   |
| Coupe des champions                  | VBC Riom                    |
| Coupe des vainqueurs de coupe        | RC Cannes                   |
| Coupe de la CEV                      | ASPTT Mulhouse RCF Villebon |

| Promotions et relégations |                                    |
| Relégués en Nationale 1B  | Courrières Sp AS La Rochette       |
| Promus de Nationale 1B    | Gazélec Béziers Asnières Volley 92 |